# Ar Hyd y Nos
«Ar Hyd y Nos» (galés: A través de la noche) es una canción originaria de Gales, cuyo tema fue publicado por primera vez por Edward Jones en su Musical and Poetical Relics of the Welsh Bards en 1784. La letra en galés la escribió  John Ceiriog Hughes, y ha sido traducida a muchos idiomas, incluyendo el inglés, con una traducción de Harry Boulton y el bretón.
La melodía fue utilizada por John Gay en The Beggar's Opera.  También se la ha utilizado en el himno Go My Children With My Blessing.
La canción es muy popular interpretada por coros masculinos tradicionales de Gales, y cantado en festivales en el país y en todo el mundo.
Se considera con frecuencia a la canción como un villancico, y en este sentido ha sido interpretada por numerosos artistas, que últimamente incluyen a Olivia Newton-John y Michael McDonald, que grabaron el tema en dúo en el álbum Christmas Wish.

## Partituras

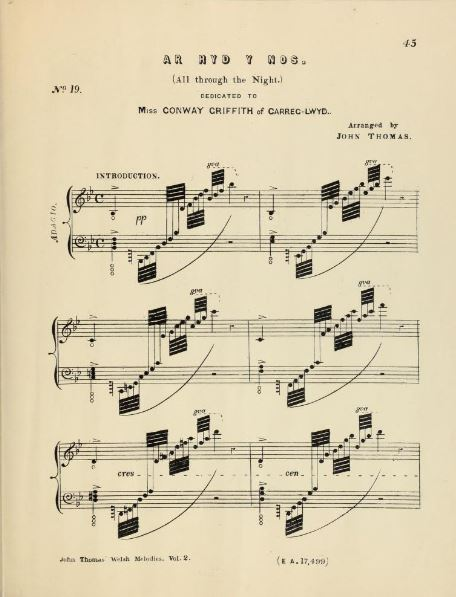
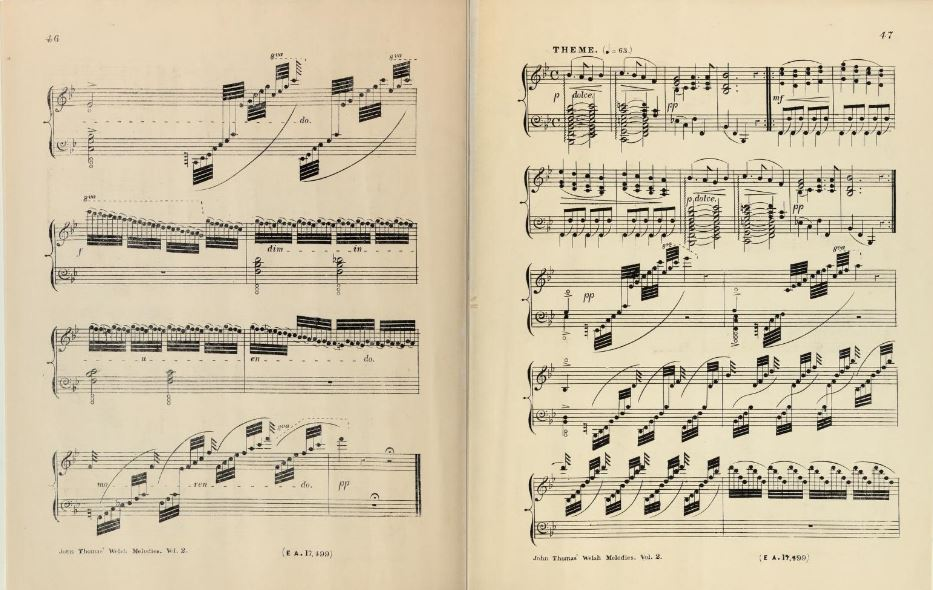
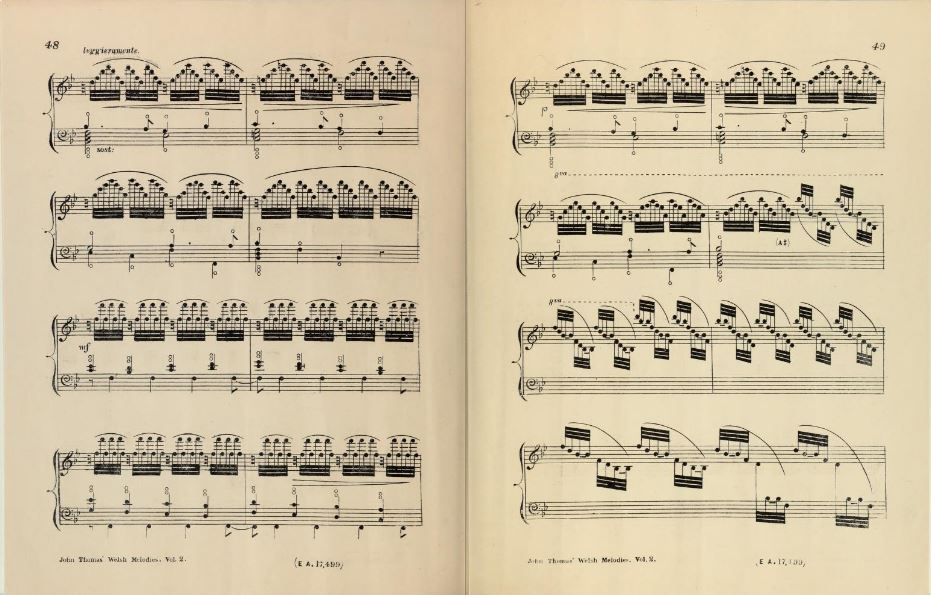
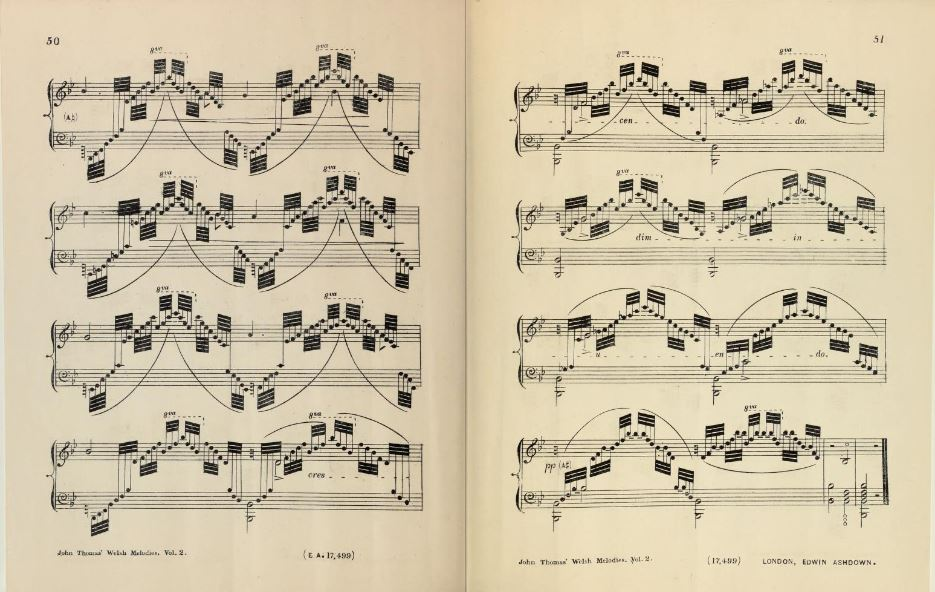

## Letra
| Galés Holl amrantau'r sêr ddywedant Ar hyd y nos Dyma'r ffordd i fro gogoniant Ar hyd y nos. Golau arall yw tywyllwch I arddangos gwir brydferthwch Teulu'r nefoedd mewn tawelwch Ar hyd y nos. O mor siriol, gwena seren Ar hyd y nos I oleuo'i chwaer ddaearen Ar hyd y nos. Nos yw henaint pan ddaw cystudd Ond i harddu dyn a'i hwyrddydd Rhown ein golau gwan da'n gilydd Ar hyd y nos. | Español Todo el centellear de las estrellas dice, durante la noche, «Este es el camino al reino de la gloria,» durante la noche. La oscuridad es una luz diferente que muestra la verdadera belleza, la familia celestial en paz, durante la noche. Oh, cuan alegremente sonríen las estrellas, durante la noche, iluminando a su hermana terrenal, durante la noche. La vejez es noche cuando viene la aflicción, pero para embellecer al hombre en sus últimos días, pondremos nuestras débiles luces juntas, durante la noche. |